# Dagens Nyheter

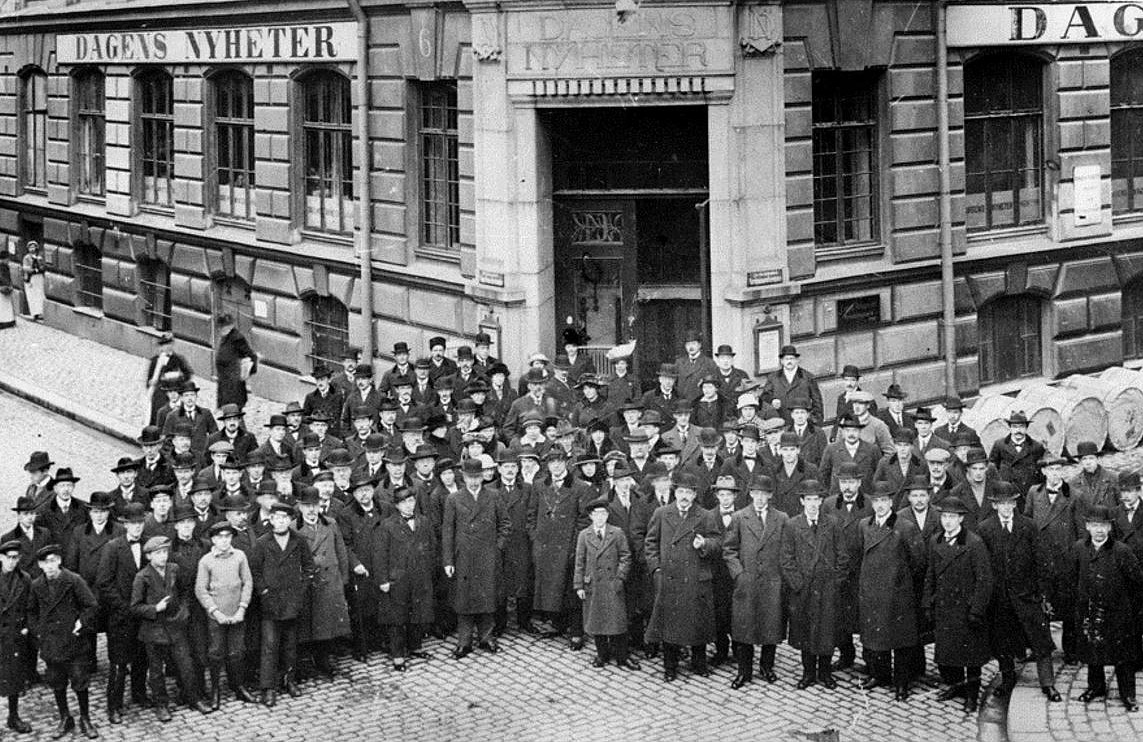
Lo staff del Dagens Nyheter a Klara Västra nel 1914

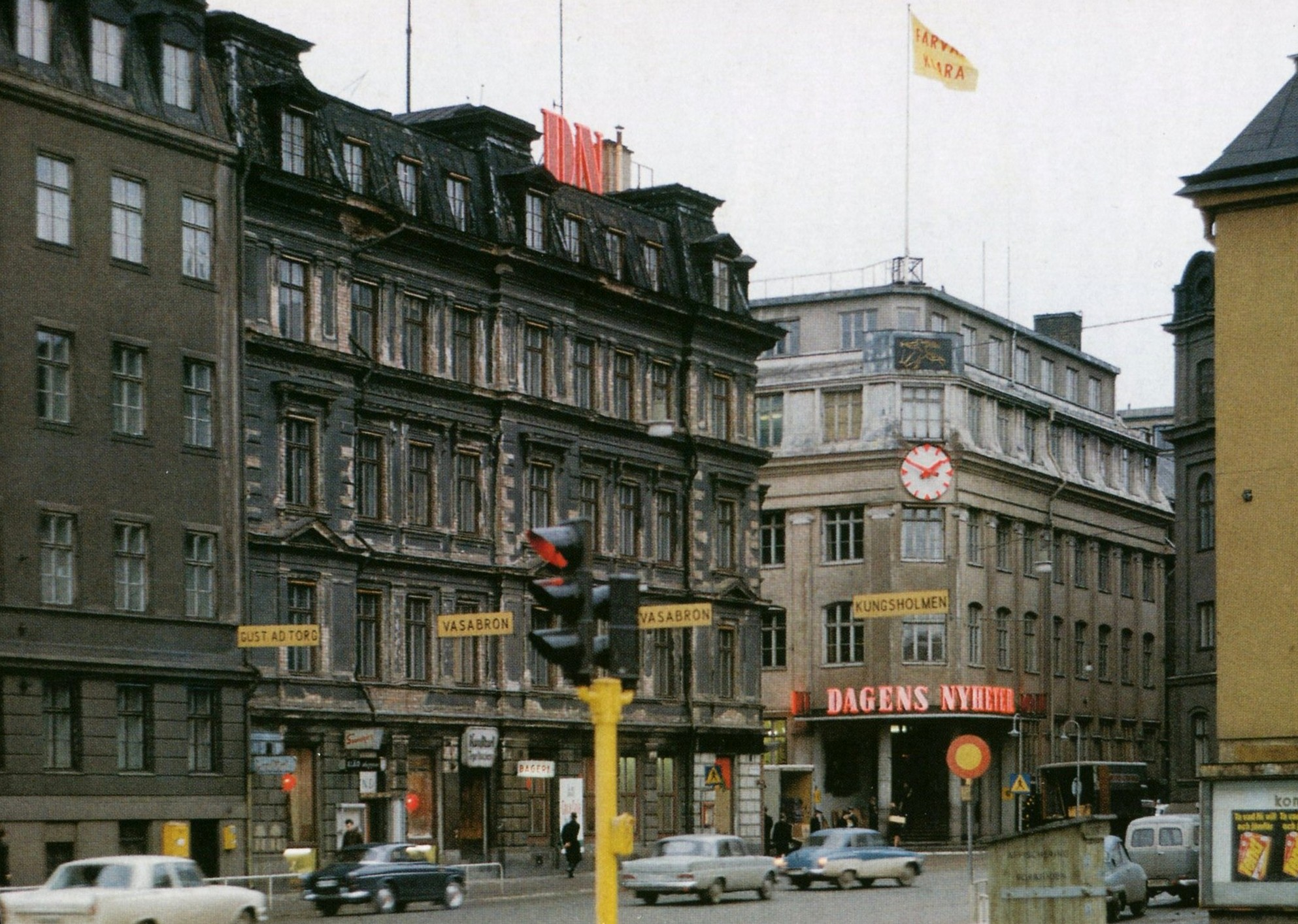
Karduansmakargatan. Dagens Nyheter in Klara (Rev 1969) Architects for Remodeling Ullrich & Hallquisth

Il Dagens Nyheter (pronuncia svedese: /ˈdɑ̌ːɡɛns ˈnŷːˌheːtɛr/, lett. "Le notizie del giorno"), abbreviato DN, è un quotidiano svedese. È pubblicato a Stoccolma e ha una copertura giornalistica su notizie nazionali e internazionali. La testata è di proprietà del Gruppo Bonnier.

## Storia e profilo
Il Dagens Nyheter fu fondato da Rudolf Wall nel dicembre 1864.
Il primo numero è stato pubblicato il 23 dicembre 1864. Durante il suo periodo iniziale il giornale era pubblicato alla mattina. Nel 1874 il giornale divenne una società per azioni. Nel 1880 tirò 15 000 copie. Negli anni 1890, Wall lasciò Dagens Nyheter e subito dopo il giornale divenne l'organo del Partito Liberale. Dal 1946 al 1959 Herbert Tingsten fu l'editore esecutivo.
Gli opinion leader spesso scelgono Dagens Nyheter come mezzo di diffusione dei loro interventi. La posizione dichiarata della pagina editoriale è "indipendentemente liberale". Tuttavia, nel 1972 lasciò la sua alleanza formale con l'establishment liberale del paese
.

## Sede del giornale
Dagens Nyheter opera dal cosiddetto "DN-skrapan" (il grattacielo DN o Dagens Nyheter Tower) a Stoccolma. Questo è stato completato nel 1964 ed è stato progettato dall'architetto Paul Hedqvist. È alto 84 metri (276 piedi) e ha 27 piani, nessuno dei quali sotterraneo. Nel 1996 l'intera azienda si è trasferita nella sede attuale in Gjörwellsgatan, adiacente alla vecchia torre. Anche il giornale Expressen, anch'esso di proprietà del Gruppo Bonnier, si trova in questo edificio.

## Circolazione
Negli anni '60 la diffusione di Dagens Nyheter era molto più alta di quella di altri quotidiani svedesi. Il giornale ha la maggiore tiratura tra i quotidiani svedesi del mattino, seguito dal Göteborgs-Posten e dallo Svenska Dagbladet, ed è l'unico quotidiano del mattino distribuito agli abbonati in tutto il paese. Nel 2001 la sua tiratura era di 361 000 copie. Nel 2004 il giornale ha tirato 363 000 copie. La diffusione del giornale era di 363 100 copie nei giorni feriali nel 2005 ed era scesa a 292 300 copie nel 2010. Nel 2013, l'edizione cartacea di Dagens Nyheter ha avuto una tiratura di 282 800 copie, raggiungendo circa 758.000 persone ogni giorno. L'edizione web, www.dn.se, ha avuto in media circa 1,5 milioni di visitatori unici a settimana nel 2013.